# Obligations légales sur Internet en France
En France, toute personne (physique ou morale) souhaitant publier un site web doit respecter un certain nombre d'obligations légales.

## Données à caractère personnel
Si un site enregistre des données à caractère personnel (nom, date de naissance, adresse, numéro de sécurité sociale, etc.) sur ses membres, il doit en informer les personnes concernées lors de leur inscription. Il doit aussi préciser si telle ou telle information est facultative ou obligatoire, ainsi que la durée de conservation des informations et l'utilisation qui en sera faite.
Ceci ne s'applique généralement pas aux données de connexion (adresse IP, heure de connexion, etc.) tant qu'elles ne sont utilisées que pour faire des statistiques et conservées pendant une durée raisonnable.
Le site doit permettre aux personnes de modifier les informations les concernant (que ce soit via une interface dédiée ou simplement par courriel) et doit les informer de ce droit.
Les informations enregistrées ne doivent pas être discriminantes (religion, opinion politique, origines raciales, sexualité).

### Déclaration à la CNIL (pré-2018)
Avant l’entrée en application du Règlement général de protection des données (RGPD) le 25 mai 2018, si un site enregistrait des informations personnelles sur des personnes, il devait le déclarer auprès de la Commission nationale de l'informatique et des libertés,. La déclaration était gratuite et pouvait se faire en ligne. Elle contenait le type d'informations collectées et l'utilisation qui en est faite.

#### Dispenses
Un certain nombre de situations étaient dispensées de déclaration, notamment (liste non exhaustive) :
- les listes de membres et de salariés nécessaires au bon fonctionnement d'une association[7] ;
- les traitements mis en œuvre par les comités d’entreprise et d’établissement en ce qui concerne la gestion de leurs activités sociales et culturelles[8].

#### Autres cas
Les règles de la CNIL imposaient toute une série d'obligations assez complexes. Elles étaient issues de la loi relative à l'informatique, aux fichiers et aux libertés du 6 janvier 1978. Elles s'appliquaient donc à tous les fichiers informatiques et non uniquement aux sites web.
Elles s'appliquaient uniquement aux informations concernant les personnes physiques et non aux personnes morales (institutions, entreprises, associations, etc.).

### Depuis le 25 mai 2018 (RGPD)
Depuis l’entrée en application du Règlement général de protection des données (RGPD) le 25 mai 2018, les sites (et plus largement toute personne ou organisation collectant des données personnelles) doivent recenser les traitements faits et mettre en œuvre les droits assurés par le RGPD.

## Mentions légales
Conformément à la loi pour la confiance dans l'économie numérique, si un organisme met en place un « service de communication au public » en ligne, il doit fournir un certain nombre de mentions légales dans un format ouvert (généralement HTML).
Concernant l'hébergeur
- Sa raison sociale
- Son adresse
- Son numéro de téléphone

Ces informations sont généralement déjà accessibles via le système Whois.
Pour une personne morale
- Sa raison sociale
- L'adresse de son siège
- Un numéro de téléphone
- Le nom du directeur de la publication[10]
- Les noms de l'ensemble des éditeurs du site

Pour une personne physique
- Son nom
- Son prénom
- Son domicile
- le nom du directeur de la publication[11]

Ces dispositions ne sont dans la pratique pas respectées par nombre de petits sites, mais les sites ne les respectant pas encourent 75 000 euros d'amende.
De plus, si le site utilise des cookies pour gérer les sessions des utilisateurs (ce qui est courant), il doit le signaler et leur indiquer qu'ils peuvent les supprimer dans les préférences de leur navigateur web,.

## Responsabilité des utilisateurs
Si un site permet aux utilisateurs de publier des images, des articles, etc., l'organisme publiant le site n'est pas tenu de contrôler tout le contenu publié par les internautes et ne peut pas être responsable d'un contenu dont il n'avait pas connaissance.
Cependant, s'il remarque un contenu illégal (incitation à la haine, pédopornographie, etc.), il doit le retirer.
De même, il doit mettre en place un moyen pour les visiteurs de signaler un contenu choquant ou illicite (adresse e-mail, formulaire de contact, etc.).

## Droit de réponse
Toute personne nommée dans un article dispose d'un droit de réponse. Dans ce cas elle doit s'adresser au directeur de la publication dans un délai de trois mois après la publication de l'article. Le directeur de la publication dispose ensuite de trois jours pour publier la réponse, sous peine d'une amende de 3 750 euros. La publication de la réponse ne peut pas être facturée.

## Commerce en ligne
Si une entreprise fait du commerce en ligne (qu'il s'agisse de biens ou de services), elle doit indiquer, en plus des mentions légales habituelles, si les prix sont hors-taxes ou TTC et si les frais de port sont compris.
Et si elle est soumise à la TVA, elle doit indiquer son numéro de TVA intracommunautaire.
De plus, c'est à l'entreprise de faire en sorte que le paiement en ligne soit sécurisé.
Les sites de commerce en ligne doivent mettre à disposition des conditions générales de vente (CGV) en plus des mentions légales à proprement parler pour faire apparaître un certain nombre d'informations propres à leur activité de site marchand : affichage des prix, délais de livraison, conditions de rétractation, respect de la Loi Chatel notamment.

## Espaces de discussion
Si un site contient un forum ou des commentaires, il doit indiquer s'ils sont modérés et permettre aux utilisateurs de retirer leurs contributions sur simple demande.

## Droit d'auteur
Tout site web doit respecter le droit d'auteur et ne pas réutiliser de contenu (image, texte, vidéo, musique, etc.) sans l'accord de son auteur ou une licence le permettant.